# Таш ялак
„Скалното светилище Таш ялак“ се намира на 2 km източно от археологическа база „Камен рид“ и на 150 m североизточно от пътя за с.Свещари, (Област Разград) в едноименната местност, където е разположен скален масив с изсечени (издълбани) правоъгълни вдлъбнатини, наподобяващи корита. Тази прилика е причината местното население да нарекат местността „Каменните корита“ (Таш ялак).

## Описание и особености
Изсечените в скалния масив корита са разположени в две обособени групи – като първата се състои от петнадесет на брой издълбавания, които следват естествения наклон на скалата в посока запад. Повечето от коритата са разположени по-двойки като помежду им е разположен своеобразен праг и при повечето двойки издълбавания, разположеното по-ниско е с по-къса дължина. Ориентацията на издълбаванията е приблизително изток – запад, като при някои от издълбаванията има малки отклонения посока юг – изток. Всички издълбавания са плитко изсечени – ок. 0,15 – 0,25 m, освен едно което е разположено в самия край на скалния масив. Дълбочината на изсичането варира от 1,40 m do 1,95 m. Както и при другите т.нар „корита“, така и при това под него се наблюдава друго изсичане, което е по-късо и плитко. Под него в северна посока има издълбан вертикален жлеб, който достига върха на скалата, където пускайки въображаема права линия от неговия горен край в северна посока линията се пресича от изсечен знак във формата на стрелка, сочеща на север. Освен това изсечено изображение върху скалата се наблюдава правоъгълен врязан знак и надписи, като едно от издълбаванията носи белезите на арабска графика.
Втората група скални корита са около десет на брой, като те са издълбани върху неравна скална повърхност наклонена в южна посока. При тази група издълбавания следите от изсичания са най-дълбоки, но същевременно са ерозирали и вече трудно различими. Около и над тях се наблюдават изсичания във формата на малки и големи кръгли вкопавания, понякога свързани помежду си с жлеб.
В основата на скалата е разположена пещера, в която има каменно легло. На север от пещерата е разположена хоризонтална площадка, вероятно използвана при свещенодействия в определени за това дни. От западната страна на тази площадка се наблюдава издълбан жлеб, чиято форма и размери са трудно забележими поради ерозия на скалата.
Всички тези особености на „Таш ялак“, карат учените да го характеризират като скално светилище с дълга хронология. Скалните корита са интерпретирани като „жертвеници“, но според някои учени формата на някои от коритата позволяват подобни функции като жертвеници, но дълбочината им е прекалено малка за жертвоприношения, както се вижда от тяхната форма. От голямо значение е и отсъствието на улеи за оттичане на събраната в тях течност, а при наличието на толкова много корита би било логично ако са изпълнявали функцията на обредни жертвеници да е имало цяла система от различни ритуално-култови улеи. Следователно трудно може да се допусне, че са играели ролята на жертвеници.
Българският археолог Явор Иванов изказва хипотеза, че т.нар „корита“, че издълбаванията, всъщност са места за сядане. Според него по ниските изсичания от двойките корита са вдлъбнатина, в която седящият може да разположи краката си. Иванов изтъква и особеността допълва на разположението на коритата, които са подредени в нещо като редове образувайки амфиално пространството над пещерата.
„Таш ялак“ е свещено място за алианското население в Североизточна България. На едно от дърветата, разположено западно до скалата, алианите завързват парцалчета за здраве.